# محمد مرعي (مطرب)
محمد مرعي (1922 - 1985) هو مغني وممثل لبناني.

## حياته
ولد 1922 في بلدة برجا في قضاء الشوف لبنان، عمل في مهنة الحياكة ثم صيادا ثم تمكن من خوض المجال الفني وعالم الغناء بالتحديد، تلقى تعليمه الاساسي في مدارس بيروت وكان واحداً من أشهر ثلاثة مطربين في لبنان في عصره بجانب وديع الصافي ونصري شمس الدين.
واجمع الموسيقيون انه يتمتع بصوت عريض له مساحة واسعة ويستطيع ان يلبي الطبقات الموسيقية العليا بسهولة وسلاسة كما الطبقات الموسيقية المنخفضة دون اية مشقة.
عاصر فنانين العصر الجميل واكتسب منهم اصول الغناء والطرب الاصيل
قال عنه توفيق الباشا انه من افضل المؤدين للموال البغدادي
لحن له الموسيقار رياض السنباطي استعراضا غنائيا في فيلم "اول غرام" وقال انه من اجمل الاصوات التي سمعها في حياته. 
تميّز بالغناء الشعبي الطربي
عمل في السينما المصرية وشارك في عدة ادوار صغيرة
كان له كثير من النشاطات في الاذاعة اللبنانية كما السورية
اختاره الاخوان رحباني ليشارك في عدة مسرحيات غنائية، وقد تميز بتجسيد دور شيخ المينا في مسرحية فخر الدين
من اشهر اغانيه: الحلواية - تسرح وتمرح - وينك يا ليلية - آه من كلام الناس  يا حلوة الدار- 
هاجر الى اميركا وتوفي فيها عام 1985

## محمد مرعي في مصر
أقام محمد مرعي فترة في مصر آملاً بالحصول على فرصته بالشهرة وشارك بفيلم «أول غرام» عام 1956 للمخرج نيازي مصطفى، وقام بدور رئيسي كممثل ومغنٍ مع سامية جمال وعبدالسلام النابلسي وحسن فايق وقدم بالفيلم أغنيته «لأ يا حلو لأ» كلمات مرسي جميل عزيز وألحان كمال الطويل وحققت الأغنية شهرة عريضة وغنى بالفيلم أيضا «احنا يا عاشقين» و«قلبي مخاصمني» و«جرحتني عيونه العسلية». كانت الصدمة الكبرى لمحمد مرعي بأن توافق عرض فيلمه مع افلام لنجوم الغناء تلك الفترة مثل «موعد غرام» لعبد الحليم،  و«ازاي انساك» لفريد الاطرش،  و«كيلو 99» لعبد الغني السيد،  من هنا وجد نفسه امام تنافس كبير.

## العودة إلى لبنان
شارك في أفلام غنائية تم انتاجها وتصويرها في لبنان، فغنى ومثل بفيلم «بياع الخواتم» 1965 من إخراج يوسف شاهين مع المطربة فيروز ونصري شمس الدين وفيلمون وهبي ويعتبر من أهم الافلام الغنائية والاستعراضية في السينما اللبنانية. شارك في فيلم «سفر برلك» عام 1967 مع فيروز واحسان صادق  واخراج بركات.

## محمد مرعي على المسرح
شارك بمجموعة مسرحيات غنائية كان القاسم المشترك فيها انها من الحان الاخوين رحباني وغناء وتمثيل فيروز ونصري شمس الدين وهدى حداد. المسرحية الغنائية الأولى التي شارك بها «بياع الخواتم» عام 1964 قبل تحويلها إلى فيلم سينمائي،  ومسرحية "أيام فخر الدين" عام 1966، مسرحية «هالة والملك» عام 1967 وتم عرضها على مسرح البيكاديللي في بيروت.
شارك المطربة صباح في المسرحية الغنائية «دواليب الهوى» عام 1965. على شاشات تلفزيون لبنان والبلاد العربية في الستينيات.

## محمد مرعي في التلفزيون
تابع المشاهد مسلسل «قسمة ونصيب» بطولة محمد مرعي وهدى حداد وايلي شويري، وجوزيف ناصيف، وظهر مرعي في هذا العمل بشخصية «يوسف الدّبشة» تاجر الانتيكا الذي يحاول الزواج من «هدى» رغم فارق السن بينهما، تخلل الحلقات مجموعة من المغامرات والمطاردات وكانت كل حلقة تتضمن مجموعة من الاسكتشات الغنائية لمحمد مرعي وهدى حداد وآخرين، وهذا العمل ورغم ضعف الامكانيات آنذاك الا انه نجح جماهيريا ولم يظهر أي عمل يوازيه بعد ذلك، من البرامج الغنائية التي انتجها وقدمها تلفزيون لبنان مثل «دفاتر الليل» و«ضيعة الاغاني» وشارك بها محمد مرعي بالتمثيل والغناء أيضا، وفي المسلسل الشهير «مقالب غوار» عام 1967 لدريد لحام ونهاد قلعي غنى في هذا المسلسل اغنيته الشهيرة «يا لطيف لما تكون الحلوة.. حلواية.. جوز فرود بعينيها».